# 技術少年出版
株式会社技術少年出版（ぎじゅつしょうねんしゅっぱん）は、学習用マイクロコンピュータの企画・開発・販売、関連技術書籍の編集、出版を手がける東京都青梅市の企業である。

## 概要
Legacy8080というAltair 8800の互換機を開発、販売する。2014年にはLegacy8080を発売した。
現在、CP/Mの日本国内での商標を保有している。
2017年8月に東京都八王子市より青梅市へ社屋移転。